# I vampiri (film 1915, 1º episodio - Seconda parte)
I vampiri (1º episodio - seconda parte) (La Bague qui tue) è un cortometraggio muto del 1915 diretto da Louis Feuillade. È il secondo episodio del serial I vampiri.
In Italia venne distribuito assieme al primo episodio, entrambi coi titoli I vampiri.

## Trama
L'anello che uccide
 Il Grande Vampiro, travestito da conte di Noirmoutier, offre un prezioso anello a una famosa danzatrice, Marta Koutiloff. La ballerina si esibisce sul palcoscenico con una danza che la fa assomigliare a un pipistrello, un vampiro gigante. Alla fine, la donna stramazza al suolo, uccisa dall'anello velenoso. Guèrande, sempre sulle tracce dei Vampiri, riconosce in Noirmoutier il dottor Nox. Lo segue ma finisce che viene catturato.
Legato e incappucciato in uno scantinato, scopre che il Vampiro che lo tiene in custodia non è altri che Mazamette che lo libera. Ma non può scappare perché la porta è chiusa. I due, allora, aspettano la mezzanotte, quando si deve presentare il Grande Inquisitore per interrogare il prigioniero. L'uomo che si presenta viene legato al posto di Guerande, che scappa finalmente via. La mattina, si presenta nella cella il Comitato Nero che deve assistere all'esecuzione del prigioniero. Ma arriva la polizia. I Vampiri fuggono attraverso una botola. Prima di sparire, il Grande Vampiro spara sul prigioniero che lui crede essere Guerande, uccidendolo. La polizia, che è arrivata sul posto guidata dal giornalista, toglie il cappuccio al morto scoprendone la faccia: è un altissimo funzionario dello stato. Guerande promette che riuscirà a trovare il Grande Vampiro.

### Episodi del serial
1. I vampiri (La Tête coupée) 33 min. Uscita il 13 novembre 1915
2. I vampiri (La Bague qui tue) 15 min. Uscita il 13 novembre 1915
3. Il crittogramma rosso (Le Cryptogramme rouge) 42 min. Uscita il 4 dicembre 1915
4. Lo spettro (Le Spectre) 32 min. Uscita il 7 gennaio 1916
5. L'evasione del morto (L'Evasion du mort) 37 min. Uscita il 28 gennaio 1916
6. Mazamette milionario (Les Yeux qui fascinent) 58 min. Uscita il 24 marzo 1916
7. Satana (Satanas) 46 min. Uscita il 15 aprile 1916
8. Il padrone della folgore (Le Maître de la foundre) 55 min. Uscita il 12 maggio 1916
9. L'uomo dai veleni (L'Homme des poisons) 53 min. Uscita il 2 giugno 1916
10. Nozze di sangue (Les Noces sanglantes) 60 min. Uscita il 30 giugno 1916

## Produzione
Il film fu prodotto dalla Société des Etablissements L. Gaumont

## Distribuzione
Distribuito dalla Société des Etablissements L. Gaumont, il film - un cortometraggio di 13 minuti - uscì in sala il 13 novembre 1915 insieme al primo episodio per un totale di 48 minuti.